# Заруба, Юрий Владимирович
Юрий Владимирович Заруба (укр. Юрій Володимирович Заруба; 21 апреля 1914, с. Новая Прага Херсонская губерния Российская империя (ныне Александрийского района Кировоградская область, Украины) — 13 мая  1973,  г. Киев Украинская ССР) — украинский советский журналист, редактор, публицист, прозаик, дипломат, организатор кинопроизводства. Член Союза писателей Украины.

## Биография
Сын железнодорожника. После окончания семилетки в 1928 году, до 1933 года учился в Днепродзержинском металлургическом техникуме. В 1933—1934 годах в качестве молодого специалиста работал в доменном цехе завода «Запорожсталь». В 1934—1935 годах работал в совхозе в Азербайджанской ССР.
С 1935 г. — сотрудник органов печати (газеты «Молодь України», «Советская Украина», журналы «Блокнот агитатора», «Коммунист Украины») и в Госкино УССР.
В 1941—1942 годах учился в Украинском институте иностранных языков в Харькове (ныне Харьковский национальный университет имени В. Н. Каразина).
В 1943—1945 г. — заместитель ответственного редактора газеты «Молодь України».
В 1945—1948 г. — слушатель Высшей партийной школы при ЦК ВКП(б).
В 1948—1951 г. — ответственный редактор журнала «Блокнот агитатора». В 1952 году — заместитель ответственного редактора журнала «Коммунист Украины».
В 1953—1963 г. — начальник отдела прессы Министерства иностранных дел Украинской ССР.
В 1963—1965 г. — ответственный редактор газеты ЦК КП Украины «Советская Украина».
С 1967 года возглавлял отдел печати МИД УССР. Являлся членом Союза писателей Украины с 1952 года.
С 1967 года возглавлял отдел печати МИД УССР. Был членом Союза писателей Украины с 1952 года.
Дебютировал в 1935 году. Автор ряда фельетонов, очерков, рецензий, обзоров, публицистических статей.
Умер в Киеве.

## Награды
- орден «Знак Почёта» дважды
- Почётная грамота Президиума Верховного Совета УССР (20.04.1964)